# Osluševci
Osluševci este o localitate din comuna Ormož, Slovenia, cu o populație de 200 de locuitori.